# 眼鏡フェティシズム
眼鏡フェティシズム（めがねフェティシズム）とは、眼鏡をかけている人に性的興奮を覚えるというフェティシズムの一種である。

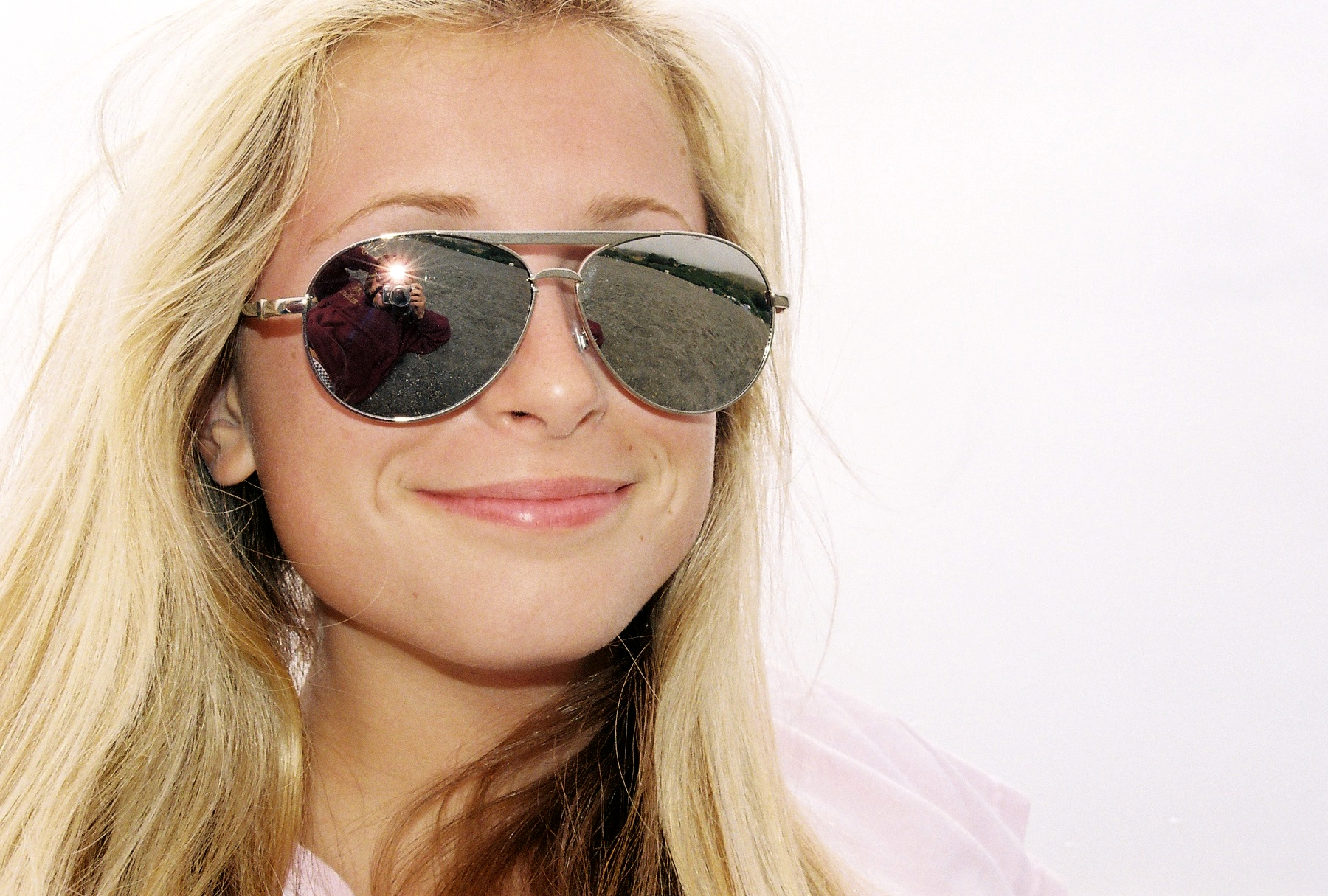
眼鏡っ娘の一例

## 概要
異性愛者もしくは同性愛者が眼鏡をかけた性的パートナーに対して、眼鏡をかけたままの性行為などを強要する場合、このフェティシズムに当てはまると言える。また、パートナーの眼鏡のみに性的興奮を覚える場合はフェティシズムに分類される。おもに日本で近年広まった概念であり、実際にフェティシズムと呼べるほどの性的逸脱にあるかどうかは不明。眼鏡をかけたままの性行為の目的が、顔などを見る、見せるための場合はあてはまらないからである。

## 背景
眼鏡が描かれた最も古い絵画は、トマッソ・デ・モデナが1352年に描いたヒュー・オブ・サン・シェールの肖像画である。ヒューの死後一世紀も経ってから描かれた絵画であり、ヒューの生前には眼鏡は発明されていないが、尊敬のしるしとして描かれたものである。眼鏡が発明される以前に没した人物の肖像画に当時存在していなかったはずの眼鏡を描き入れる慣行はその後数世紀に渡って続く。学識とか識字能力の持ち主、あるいは当代の実力者であることの証と考えられていたのであろう。眼鏡が日本国内で一般化したのは享保・元禄期頃である。日本の江戸時代の浮世絵や黄表紙本挿絵に描かれる眼鏡は、知性よりもむしろ職人的な細かい手仕事の象徴であり、年配の職人が眼鏡をかける姿が多く描かれた。日本における少年漫画を中心としたフィクションでの、眼鏡をかけたキャラクター＝知性的というイメージは中世西洋絵画と同様である。日本では、昭和3年より以前に社交界の婦人の間に縁なし眼鏡がひどく流行して、中には度のない素通しの縁無し眼鏡をかける者もいた。
一方でスポーツの世界では視力が悪いことはマイナスであり、挫折の原因ともなった。例えば横山やすしは若いころ漫才からボートレース選手への転向を考えたことがあるが、裸眼視力が低いため断念した。そのため眼鏡はマイナス要因として不活発、内向的というイメージ形成にもつながった。ただし、古田敦也のように、眼鏡をかけていることを理由に入団を見送られたことこそあるものの、その後プロ野球選手として成功することで、視力の低いことがスポーツの世界で大きなマイナスにならないことを証明した例もある。『スーパーマン』シリーズにおいて用いられた、主人公が眼鏡を外すと無敵のヒーローとなる、という演出はのちに各地で模倣され、日本の少女漫画では“冴えないヒロインが眼鏡を外すと美少女に変わる”という演出が頻出し、眼鏡はキャラクターを演出する小道具としての意味をもたされていった。その一方で、眼鏡への憧れから、眼に異常がないのに視力の低下する心因性視力障害を発症する例は女児に多い。全ての心因性視力障害が眼鏡願望によるものではないが、眼鏡願望によるものと疑われる場合、遠視のレンズと近視のレンズを重ね合わせて度のない状態を作り出すトリック検査で視力が出ることが多い。トリック検査で視力が出た場合には、伊達眼鏡を処方して患児の眼鏡願望を叶えてやることが治療に有効である。昭和初期の書籍でも、小学生から中学初年程度の子どもには眼鏡をかけたいがために低視力を装う者がいるとしている。ただし、こちらでは心因性視力障害でなく児童が嘘をついているという扱いで、児童の訴えを鵜呑みにして近視のない者に近視の眼鏡をあてがうことのないように警告している。
中国・台湾などの中華圏では、長く眼鏡は社会的地位を表すものとして重用された。そのため、漢民族が多数を占める社会では眼鏡は重要なアイテムであった。この影響は今も中国や台湾・香港さらにはシンガポール・マレーシアなどの華人社会では顕著に見られ、勉強の努力の結果が個人の優劣に端的に現れる中高生世代は積極的に眼鏡を愛用している。
大正11年の随筆にもロンドンの女性の多くがかけている鼻眼鏡が「却て容色を増して見ゆる事さへある」という記述が見える一方で、1980年代前半までは眼鏡はマイナスイメージという認識があった。特に女性の眼鏡に関しては美を損ねるものとされ、欧米では見られる眼鏡を掛けた航空機の女性客室乗務員も、日本では緊急時に危険などとされ殆ど見られない。また儒教社会の韓国などでは、目上の人の前では男女を問わず眼鏡を外すという習慣がある。1988年に開催されたソウルオリンピック会場では、観客であっても女性は眼鏡を掛けられなかった。その現象は来賓のいる開会式の際に顕著に現われた。

## 「眼鏡っ娘」の台頭
昭和初期の書籍では、眼鏡によって顔を引き立て美しく見せることができるという考えが当時の若者にあるとして、ある劇場が女優を募集したところ視力が低くないのにあえて眼鏡をかけた写真を送ってよこした者が一人ならずいたという話を紹介している。1980年から連載開始され人気を博した『Dr.スランプ』では、作中のヒロインである則巻アラレが眼鏡をかけたアンドロイドという設定であった。作者の鳥山明は単行本において、眼鏡の作画は意外と面倒なのでいずれアラレの眼鏡を外すつもりであったが、眼鏡のイメージが定着しアラレちゃんのおかげで眼鏡をかけることに抵抗がなくなりましたという読者からの便りも来たため外すに外せなくなったと明かした。そのヒットもあり、眼鏡のマイナスイメージは次第に軽減されていった。しかし、『Dr.スランプ』より後にあたる1983年に連載開始された『クルクルくりん』において、作者のとり・みきは主人公の眼鏡を外すように編集者から求められたことを単行本の後書きで告白している。
1990年代以降、オタク的サブカルチャーが拡大する一方で、知性的理性的な女性に対する性的嗜好を表現する際に、次第に眼鏡が用いられていった。AV女優や一般のグラビアアイドルにも眼鏡をかけた姿が散見されるようになった。2000年代に入ると「眼鏡っ娘」という言葉が広まり、眼鏡をマイナスではなくプラスイメージとしてとらえる層が存在し始めた。とくに同人誌やアダルトゲームといったオタク的サブカルチャーにおいてその傾向は顕著で、『終末の過ごし方 -The world is drawing to an W/end-』など眼鏡をかけたキャラクターのみを扱ったものが出るなど、「眼鏡フェティシズム」を略した「眼鏡フェチ」「眼鏡っ娘萌え」と呼称されるジャンルになりはじめている。前述のとおり、本当の意味のフェティシズムと言えるかは不明である。またオタク自体のイメージとしてメガネをかけているというものも定着しつつある。
日本のテレビ番組において女性アナウンサーの眼鏡も以前は不文律でご法度だったが、近年は演出上の効果もあってか、唐橋ユミなど眼鏡姿で番組に出演する機会も徐々に増えてきている。